# Llista de les coves més profundes del món
Aquesta llista recull les 15 coves naturals més profundes del món per distància vertical entre l'entrada superior i el punt més profund conegut. Es segueixen descobrint noves coves i moltes galeries, per la qual cosa aquesta llista es basa en els mesuraments verificats més recents a Juliol 2020.
| Posició | Cova                                  | Profunditat (m) | Ubicació                                  | País                              | Dada més recent | Observacions                                                                                    |
| ------- | ------------------------------------- | --------------- | ----------------------------------------- | --------------------------------- | --------------- | ----------------------------------------------------------------------------------------------- |
| 01      | Cova Veryovkina                       | 2.212           | Monts de Gagra, Massís d'Arabika          | Abkhàzia · (Districte de Gagra)   | 2018            | Más profunda del món a Novembre 2019. Profunditat de –2.212 metres aconseguida al març de 2018  |
| 02      | Sistema Krúbera-Voronya               | 2.199           | Monts de Gagra, Massís d'Arabika          | Abkhàzia · (Districte de Gagra)   | 2016            | S'estima que pot superar els –2.700 m, però a Novembre 2019 només s'ha arribat fins als –2.197. |
| 03      | Cova de Sarma                         | 1.830           | Monts de Gagra, Massís d'Arabika          | Abkhàzia · (Districte de Gagra)   | 2016            | [ 3 ]                                                                                           |
| 04      | Sistema Illyuzia-Mezhonnogo-Snezhnaya | 1.760           | Monts de Bzipi, Caucas occidental         | Abkhàzia · (Districte de Gudauta) | 2016            | [ 3 ]                                                                                           |
| 05      | Sistema Lamprechtsofen                | 1.735           | Muntanyes de Leogang, serralada dels Alps | Àustria · (Estat de Salzburg)     | 2019            | Més profunda d'Àustria i de la Unió Europea.                                                    |
| 06      | Gouffre Mirolda                       | 1.733           | Massís de Giffre, Prealps francesos       | França · (Dpt. Alta Savoia)       | 2016            | Més profunda de França.                                                                         |
| 07      | Gouffre Jean-Bernard                  | 1617            | Massís de Giffre, Prealps francesos       | França · (Dpt. Alta Savoia)       | 2022            | [ 3 ]                                                                                           |
| 08      | Sistema del Cerro del Cuevón          | 1.589           | Picos de Europa                           | Espanya · (Astúries)              | 2016            | Més profunda d'Espanya.                                                                         |
| 09      | Hirlatzhöhle                          | 1.560           | Monts Dachstein, serralada dels Alps      | Àustria · (Alta Àustria)          | 2019            | [ 3 ]                                                                                           |
| 10      | Sistema Huautla                       | 1.560           | Sierra Mazateca, Sierra Madre de Oaxaca   | Mèxic · (Estat d'Oaxaca)          | 2019            | Més profunda de Mèxic i d'Amèrica.                                                              |
| 11      | Cova Chevé                            | 1.536           | Sierra de Juárez, Sierra Madre de Chiapas | Mèxic · (Estat d'Oaxaca)          | 2019            | [ 3 ]                                                                                           |
| 12      | Pantiújinskaya                        | 1.508           | Caucas occidental                         | Abkhàzia · (Districte de Gudauta) | 2016            | [ 3 ]                                                                                           |
| 13      | Sistema de la Cornisa (Torca Magalí)  | 1.507           | Picos de Europa                           | Espanya · (Província de Lleó)     | 2016            | [ 3 ]                                                                                           |
| 14      | Čehi 2                                | 1.505           | Alps Julians                              | Eslovènia · (Caríntia)            | 2017            | Més profunda d'Eslovènia.                                                                       |
| 15      | Sistema del Trave                     | 1.441           | Picos de Europa                           | Espanya · (Astúries)              | 1997            | [ 3 ]                                                                                           |